# Афанасьев, Алексей Иванович
Алексе́й Ива́нович Афана́сьев (27 апреля [10 мая] 1910 — 6 января 1978) — участник Великой Отечественной войны, командир торпедного катера 2-го дивизиона катеров Либавской военно-морской базы Балтийского флота, лейтенант.
Герой Советского Союза (3.04.1942), капитан 1-го ранга в запасе с 1961 года.

## Биография
Родился 27 апреля (10 мая) 1910 год в селе Березайка Дубровской волости Валдайского уезда Новгородской губернии, ныне посёлок городского типа Бологовского района Тверской области, в крестьянской семье. Русский. Член ВКП(б) с 1932 года. Образование неполное среднее. Работал шофёром и токарем в Ленинграде.
В Военно-Морском Флоте в 1932—1937 годах и с 1939 года. Участник Великой Отечественной войны с июня 1941 года.
Командир торпедного катера 2-го дивизиона катеров (Либавская ВМБ Краснознамённого Балтийского флота) лейтенант Алексей Афанасьев отличился в первом морском бою в Рижском заливе, где атаковал и потопил крупный транспорт противника с войсками и грузом.
Через несколько дней катер лейтенанта Афанасьева А. И. уничтожил транспорт и миноносец, а в июне—сентябре 1941 года повредил ещё несколько вражеских кораблей.
Указом Президиума Верховного Совета СССР «О присвоении звания Героя Советского Союза начальствующему составу Военно-морского флота» от 3 апреля 1942 года за «образцовое выполнение боевых заданий командования на фронте борьбы с немецкими захватчиками и проявленные при этом отвагу и геройство» удостоен звания Героя Советского Союза с вручением ордена Ленина и медали «Золотая Звезда» (№ 523).
В июне 1945 года был представлен к званию дважды Героя Советского Союза, но представление реализовано не было.
После войны А. И. Афанасьев продолжал службу на флоте. В 1951 году он окончил параллельные классы Каспийского высшего военно-морского училища. С 1961 года капитан 1-го ранга А. И. Афанасьев — в запасе.
Ветеран жил в городе Ленинграде. Работал заместителем генерального директора производственного объединения, секретарём партийного комитета предприятия. Умер 6 января 1978 года.

## Награды
- Медаль «Золотая Звезда» Героя Советского Союза (№ 523 от 3.04.1942)
- Орден Ленина (3.04.1942)
- Два ордена Красного Знамени (21.07.1944; 3.11.1953)
- Орден Ушакова II степени (№ 201 от 19.03.1945)
- Орден Нахимова II степени (№ 33 от 26.06.1944)
- Два ордена Отечественной войны I степени (16.10.1944; 28.04.1945)
- Орден Отечественной войны II степени (18.02.1943)
- Орден Красной Звезды (15.11.1950)
- Медали, в том числе:
  - Медаль «За боевые заслуги» (3.11.1944)
  - Медаль «За победу над Германией в Великой Отечественной войне 1941—1945 гг.»
  - Юбилейная медаль «Двадцать лет Победы в Великой Отечественной войне 1941—1945 гг.»
  - Юбилейная медаль «Тридцать лет Победы в Великой Отечественной войне 1941—1945 гг.»

## Память
- Похоронен в городе Санкт-Петербурге на кладбище  Памяти жертв 9 Января (участок 59).
- Имя Героя Советского Союза увековечено в мемориале «Воинам-катерникам» Севастопольская гавань, г. Балтийск.